# Mi marido tiene familia
 (срп. Породица мог мужа) мексичка је теленовела, продукцијске куће Телевиса, снимана од 2017. до 2019. године. Серија укупно броји две сезоне. Друга сезона позната је и под називом "Mi marido tiene mas familia". Броји укупно 269 епизода. Теленовела је за време свог приказивања у Мексику, као и у Сједињеним Америчким Државама привукла велику пажњу и бележила невероватну гледаност. Продуцент теленовеле је познати мексички продуцент Хуан Осорио.

## Синопсис
СЕЗОНА 1 (2017/2018)
Епизоде: 1 - 102
Хулијета и Роберт су у савршеној вези — обоје имају сјајан посао, сањају исте снове и припремају се да стану на луди камен. Кључ савршене романсе по њиховом мишљењу крије се у две ствари. Прва је комуникација, а друга чињеница да породица која је усвојила Роберта живи у другој земљи, што значи да нико не може да се меша у њихову идилу. Међутим, судбина им спрема огромно изненађење — принуђени су да се преселе у скромнији кварт, где упознају власнике пансиона, чланове породице Корсега. Роберт не зна да су управо они његова биолошка породица, а да је његово право име Хуан Пабло. Од тог тренутка, Роберт и Хулијета мораће да живе с његовим родитељима Бланком и Еухенијом, али и осталим члановима његове породице — свађе, сукоб традиционалног и модерног и прави ураган емоција и авантуре постаће њихова свакодневница.
Да би остала крај Роберта, Хулијета ће морати да пронађе снагу у својој љубави — једино ће тако моћи да истрпи његове најближе, уда се за њега и прихвати да он ипак има породицу, због које ће из дана у дан упадати у безброј комичних ситуација.
СЕЗОНА 2 (2018/2019)
Епизоде: 103 - 269
У другој сезони Роберт сазнаје да има још чланова у његовој фамилији. Нови заплети, нове комичне али и шокантне ситуације и нови ликови подсетиће нас још једном да ниједна породица није савршена, те да је породична љубав најискренија љубав коју треба неговати.

## Глумачка постава

### Главне улоге
| Глумац:        | Улога:                                  |
| -------------- | --------------------------------------- |
| Зурија Вега    | Хулијета Агилар Ривера                  |
| Данијел Аренас | Роберт Копер / Хуан Пабло Корсега Гомез |

### Споредне улоге
| Глумац:               | Улога:                          |
| --------------------- | ------------------------------- |
| Дијана Брачио         | Бланка Гомез Белтран де Корсега |
| Силвија Пинал         | Доња Имелда Сијера              |
| Рафаел Инклан         | Еухенио Корсега Сијера          |
| Луиз Марија Херез     | Белен Гомез Белтран             |
| Рене Касадос          | Аудифаз Коркега Сиера           |
| Оливија Бусио         | Каталина Ривера де Агуилар      |
| Ерик дел Кастиљо      | Хуго Агилар                     |
| Џесика Коч            | Марисела Корсега Гомез          |
| Лаура Вигнати         | Данијела Корсега Гомез          |
| Хаде Фрасер           | Линда Ерминија Корсега Гомез    |
| Лола Мерино           | Ана Романо Фаисал де Коркега    |
| Рехина Ороско         | Амалија Гомез Белтран           |
| Габријела Платас      | Амапола Кастањеда               |
| Хаир                  | Хавијер Галан                   |
| Игнасио Касано        | Хуго Агилар Ривера              |
| Хосе Пабло Минор      | Габријел Муси                   |
| Федерико Ајос         | Бруно Агуилар Ривера            |
| Емилио Осорио         | Аристотелес Кастањеда           |
| Виолета Исфел         | Клариса Муси                    |
| Марко Муњоз           | Тулио Коркега Сиера             |
| Лигија Уријарте       | Дафне Томас                     |
| Хуан Видал            | Хулијан Гуера                   |
| Исабела Тења          | Фрида Менезез                   |
| Паола Тојос           | Бегоња Бустаменте               |
| Маркос Монтеро        | Игнасио Менесез                 |
| Барбара Ислас         | Дијана Мехија де Агилар         |
| Луис Ерардо Кубуру    | Октавио Кармона                 |
| Рафаел дел Виљар      | Аурелио                         |
| Латин Ловер           | Ензо                            |
| Маурисио Абуларах     | Бенхамин                        |
| Артуро Гуизар         | Руфо                            |
| Марија Нела Синистера | Луз Тенорио                     |
| Ана Химена Виљануева  | Касандра Муси                   |
| Мануел Ландета        | Аугусто Муси                    |
| Фернардо Алонсо       | Алдо                            |
| Арсенио Кампос        | Доктор Лизбоа                   |
| Силвија Манрикез      | Ребека                          |
| Елена Лизарага        | Камила                          |
| Едуардо Кас           | Корнелио                        |
| Анаи Изали            | Леонор                          |
| Рикардо де Паскуал    | Данте                           |
| Рој Родриго Гајтан    | Давид Валдез Гриљо              |
| Алекс Трухило         | Максимилијано                   |
| Пајин Сејудо          | Хеновева                        |
| Карлос Хаиме          | Саломон                         |
| Бренда Баез           | Бренда                          |
| Алваро Сагоне         | Одисео                          |
| Балтазар Овиедо       | Кармело                         |
| Марџори де Соуса      | Марџори де Соуса                |
| Мишел Лопез           | Ото                             |
| Јеус дел Кастиљо      | Игор                            |
| Карлос Артеага        | Ласаро                          |
| Сантјаго Белтран      | Хуан Пабло (као мали)           |
| Андреа Португал       | Бланка Гомез (као мала)         |
| Ајрон Фонсека         | Еухенио (као мали)              |
| Адина Бурак           | Ана Романо (као мала)           |
| Паулина де Лабра      | Јела Гриљо                      |
| Давид Ортега          | Месеро                          |
| Паола Архер           | Ерендира                        |
| Сусана Гонзалес       | Сусана                          |